# 弗洛里迪亚
弗洛里迪亚（義大利語：Floridia），是意大利锡拉库萨省的一个市镇。总面积26.22平方公里，人口22938人，人口密度874.8人/平方公里（2009年）。ISTAT代码为089009。